# Красный Посёлок (Рыбновский район)
Кра́сный Посёлок — деревня в Рыбновском районе Рязанской области. Входит в состав Алешинского сельского поселения.

## География
Деревня находится в западной части Рязанской области, на расстоянии примерно 16 км (по прямой) на юго-запад от города Рыбное, административного центра района.

## История
Деревня была отмечена на карте 1941 года как посёлок Красный с 14 дворами.

## Население
| 2010 |
| ---- |
| 1    |

### Национальный состав
Согласно результатам переписи 2002 года, в национальной структуре населения русские составляли 100 % из 5 чел.